# Palaisplatz
Der Palaisplatz ist ein zentraler weiträumiger Platz in Dresden auf der nördlichen Elbseite im Stadtteil Innere Neustadt. Angelegt wurde er im Zusammenhang mit der Königstraße, die von ihm zum Albertplatz führt.

## Name
Benannt ist der Platz nach dem Japanischen Palais. Nachdem er seit 1825 schon einmal „Palaisplatz“ hieß, wurde er anlässlich der deutschen Reichsgründung 1871 nach dem neuen Staatsoberhaupt in „Kaiser-Wilhelm-Platz“ umbenannt, ab den 1920er Jahren hieß er „Wilhelmplatz“. Von 1945 bis 1991 trug er den Namen „Karl-Marx-Platz“, im Gedenken an Marx, der 1874 im angrenzenden Hotel „Stadt Coburg“ wohnte.

## Bebauung und Gestaltung

Kaiser-Wilhelm-Platz (1904). Links die beiden Torhäuser, rechts die Brandversicherungsanstalt

Bestimmendes Element des Platzes ist das an seiner Südwestseite gelegene Japanische Palais, das am Endpunkt der als Sichtachse fungierenden Königstraße steht. Bereits um 1730 in der heutigen Form errichtet, dient es heute als Ausstellungsgebäude mehrerer Dresdner Museen, unter anderem des Völkerkundemuseums.

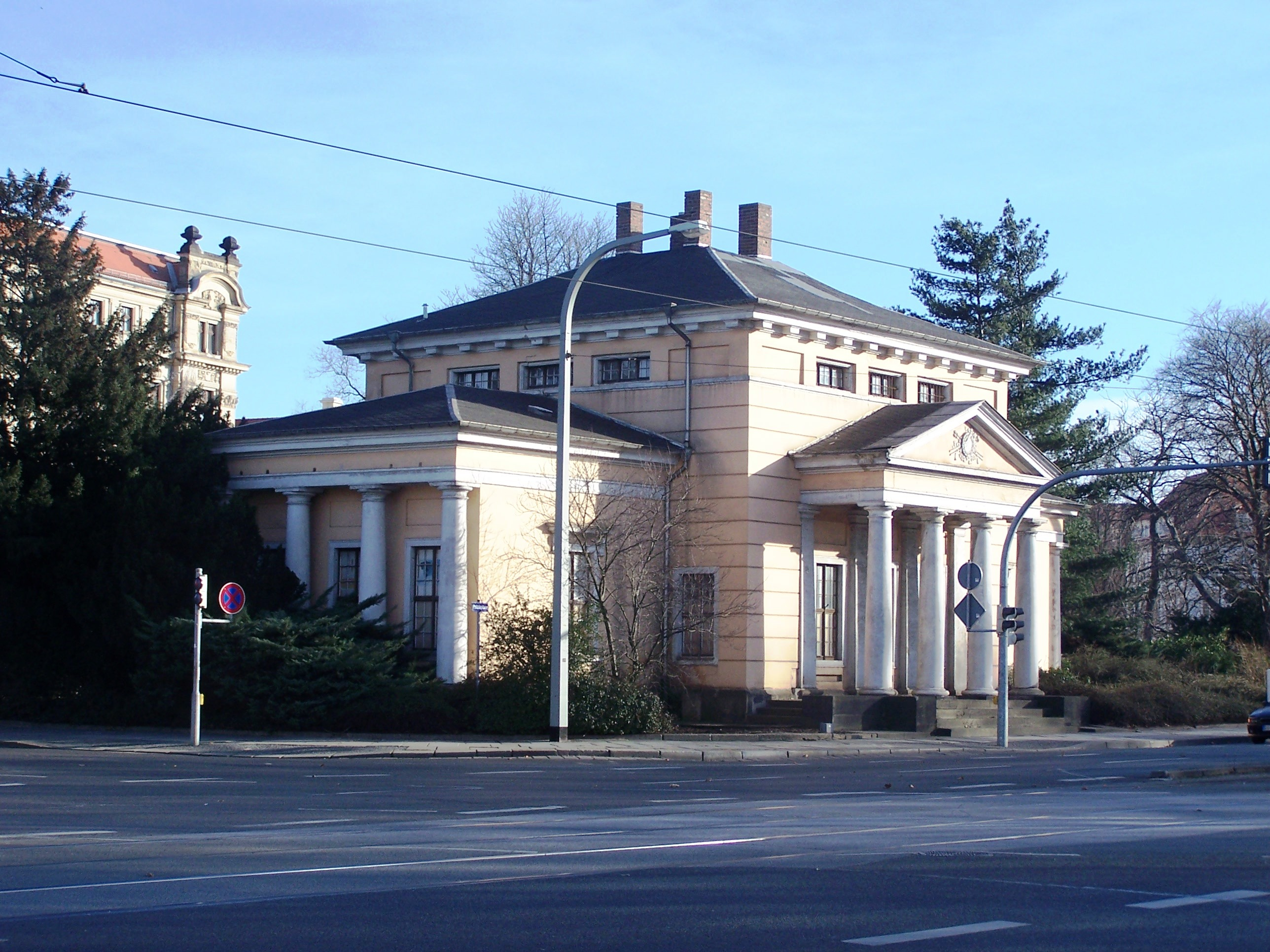
Akzisehaus

Das von Johann Georg Maximilian von Fürstenhoff gestaltete „Leipziger Tor“ oder „Weißes Thor“, ein Teil der Dresdner Befestigungsanlagen in Altendresden an der Nordwestseite des Platzes, wurde 1817 abgetragen. An dieser Stelle errichtete Gottlob Friedrich Thormeyer im Zusammenhang mit der „Akzisemauer“ zwei klassische Torhäuser. Während der Luftangriffe auf Dresden im Februar 1945 wurden beide beschädigt. Das östliche wurde wieder aufgebaut und als Standesamt genutzt. Die Ruine des westlichen wurde 1969 abgetragen, um Platz für den Ausbau der Großen Meißner Straße zu schaffen. Während der Luftangriffe wurden auch die Bauten an der Süd- und Ostseite des Platzes zerstört. Dazu gehörten das Hotel „Zu den drei goldenen Palmenzweigen“, das 1790 Johann Wolfgang von Goethes Aufenthalt war, sowie das Palais Racknitz am Palaisplatz 10, das der Hofmarschall Joseph Friedrich aus dem Geschlecht der Freiherren von Racknitz um 1780 erbauen ließ. 
Im Norden des Platzes befindet sich die 1899 von Oswald Haenel errichtete Brandversicherungsanstalt (Palaisplatz 2a–2d).
Nach 1945 wurde die Ostseite des Platzes durch einen Wohnblock und das Hotel Bellevue geschlossen.

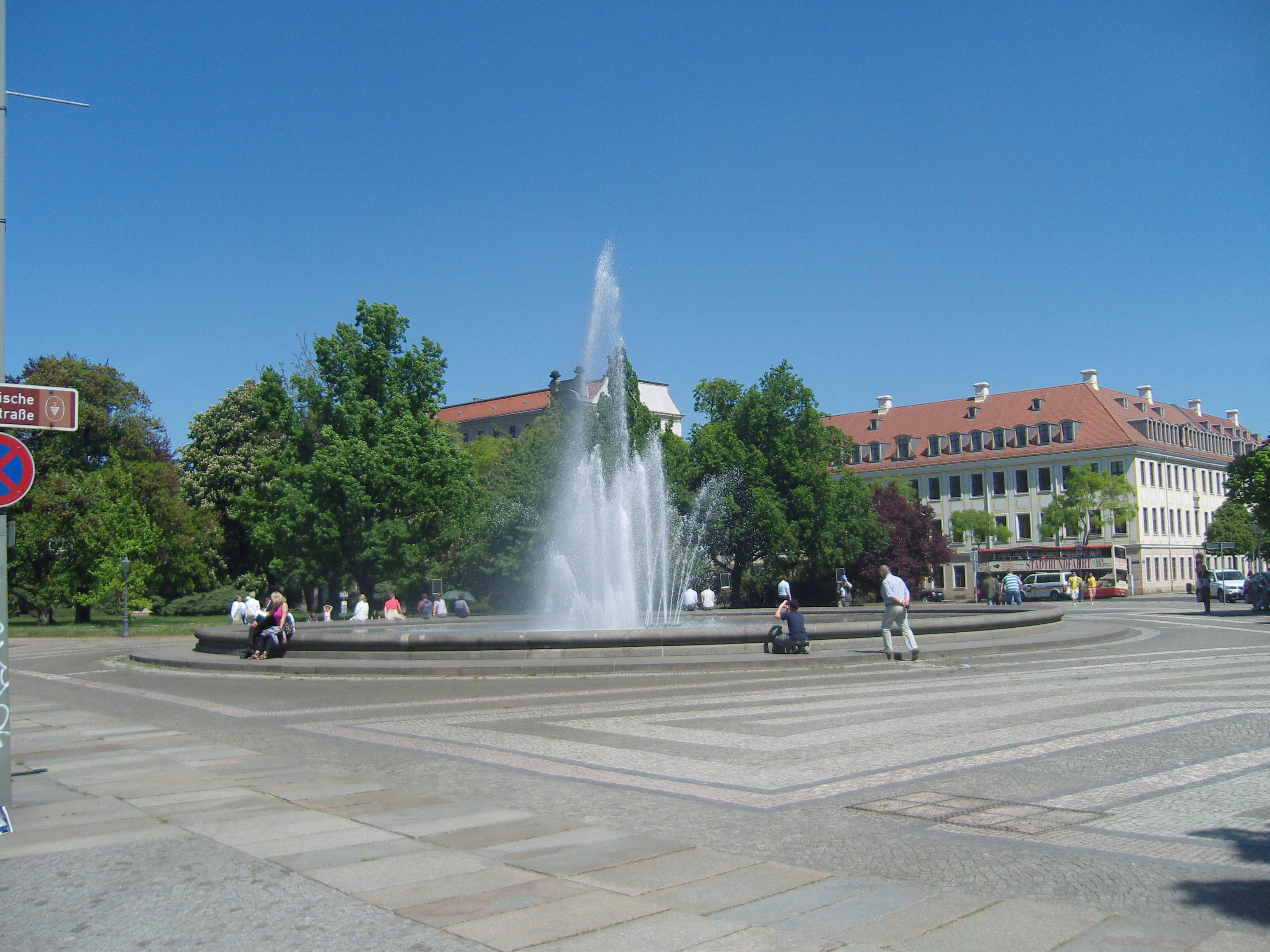
Die Platzanlage mit dem Rundbrunnen sowie die Gebäude Nr. 2, 2a–2d, 3, 4 und 11 sind Dresdner Kulturdenkmale.

Gegenüber dem Japanischen Palais befindet sich auf dem Platz ein Rundbrunnen mit 21,6 Metern Innendurchmesser, der 1898 entstand. Der Beckenrand ist aus Granit. Um eine 10 Meter hohe Fontäne sind darin 40 kleine Fontänen angeordnet. In den Jahren 1991 und 1992 erfolgte die Rekonstruktion des Brunnens, 2006 erneut eine Abdichtung. Er liegt im Mittelpunkt des zentralen, dreieckigen und gepflasterten Bereichs des Palaisplatzes, der nach Norden hin in Richtung Akzisehaus durch eine unversiegelte und baumbestandene Parkanlage erweitert wird. Der Dresdner Carnevals Club stellte dort am 11. November 1999 ein Narrendenkmal auf und pflanzte daneben die Karnevalseiche, die zu den Gedenkbäumen in Dresden gehört.
Am Eingang zum Palaisgarten an der Westseite des Platzes stand von 1929 bis 2007 ein Denkmal für den sächsischen König Friedrich August I. Dieses Denkmal befand sich ursprünglich im Zwinger und wurde später auf den Palaisplatz versetzt. Im Mai 2008 wurde es feierlich  auf dem Schloßplatz auf den Sockel des nicht mehr vorhandenen König-Albert-Denkmals vor dem Sächsischen Ständehaus gesetzt, nachdem es seit 2007 mit Mitteln privater Spender und der Stadt renoviert worden war.
Die Zerschneidung des Platzes wie auch des benachbarten Neustädter Marktes durch die B 170 wird aus städtebaulicher Sicht kritisiert.

## Öffentlicher Nahverkehr
Über den Palaisplatz verkehrten jahrzehntelang aus der Heinrichstraße kommend Straßenbahnlinien von der Hauptstraße kommend in Richtung Leipziger Torhäuser und weiter nach Mickten. Bis zur Zerstörung der Stadt gab es überdies eine Gleisverbindung am nördlichen Rand des Platzes durch die Hainstraße Richtung Bahnhof Neustadt. Die Gleise wurden jedoch schon in den späten 1940er Jahren zum Zwecke der Materialgewinnung größtenteils ausgebaut und anderweitig verwendet. Bis zur Linienreform von 1968 wurden von der Heinrichstraße (bzw. Rosa-Luxemburg-Straße) aus nach dem Zweiten Weltkrieg die Linien 14 und 15 geführt, seit 1968 waren es dann die Linien 4 und 5. Mit dem Straßendurchbruch der Großen Meißner Straße vom Neustädter Markt zum Palaisplatz wurde die Straßenbahn nunmehr am südlichen Platzrand geführt und die Strecke in Richtung Heinrichstraße aufgegeben. Gegenwärtig verkehren hier die Linien  4 und 9.